# Cordia scabra
Cordia scabra là loài thực vật có hoa trong họ Mồ hôi. Loài này được Desf. mô tả khoa học đầu tiên năm 1804.